# Міхай-Вітязу (Келераш)
Міхай-Вітязу (рум. Mihai Viteazu) — село у повіті Келераш в Румунії. Входить до складу комуни Влад-Цепеш.
Село розташоване на відстані 77 км на схід від Бухареста, 26 км на північний захід від Келераші, 126 км на захід від Констанци, 141 км на південний захід від Галаца.

## Населення
За даними перепису населення 2002 року у селі проживали 956 осіб, усі — румуни. Усі жителі села рідною мовою назвали румунську.